# هوالیپایوک
هوالیپایوک (به اسپانیایی: Hualipayoc) یک کوه در پرو است که در Peru, Cusco Region, Quispicanchi Province واقع شده‌است. هوالیپایوک ۵٬۶۰۰ متر بالاتر از سطح دریا واقع شده‌است.